# Pamporovo
Pamporovo (bugarski: Пампорово) je popularno skijalište u 
Oblasti Smoljan u južnoj Bugarskoj, jedno od najpoznatijih u jugoistočnoj Europi. Skijalište se nalazi u smrekovoj šumi, turisti ga prije svega posjećuju tijekom zime zbog skijanja i snowboardinga. Kompleks Pamporovo obuhvaća niz hotela i barova. To je također jedno od najjužnijih skijališta u Europi. 

## Položaj
Skijalište se nalazi u južnim Rodopima na nadmorskoj visini od 1620 metara. Najviši vrh u tom području, Snežanka (bugarski: Снежанка) na 1928 m, nalazi se nekoliko stotina metara iznad Pamporova. Glavni grad države Sofija udaljena je od skijališta oko 260 km, Plovdiv se nalazi 85 km sjevernije, 15 km južno je Smoljan, a 10 km sjeverno je Čepelare.

## Skijanje
Skijaški centar ima 55 km skijaških staza i 38 km staza za skijaško trčanje koje opslužuje 18 žičara s ukupnim kapacitetom od 13.000 osoba na sat. Mnoge staze su pokrivene topovima za snijeg.

## Klima
Zime u Pamporovo imaju tendenciju da budu blage, ali ima oko 150 dana snijega svake godine. Ova kombinacija omogućava dugu skijašku sezone u centru. Pamporovo je poznato po velikom broju sunčanih dana tijekom zime, često i 120 dana od prosinca do svibnja. Prosječna siječanjska temperatura je -3 °C.

## Vanjske poveznice
- Pamporovo centar službena stranica  Arhivirana inačica izvorne stranice od 8. listopada 2016. (Wayback Machine)
- Web kamera iz Pamporova  Arhivirana inačica izvorne stranice od 20. rujna 2017. (Wayback Machine)